# Fort Legií
Fort Legií (polsky Fort Legionów, rusky Владимир – tj."Vladimir") je jeden z fortů varšavské citadely, přináležící k vnitřnímu prstenci opevnění varšavské pevnosti. Byl postaven mezi léty 1851–1853.
Mezi světovými válkami se ve fortu nalézal archiv polské vojenské rozvědky. Ten se spolu s celou pevnůstkou dostal v září 1939 do rukou Němců, což následně vedlo k uvěznění a smrti mnoha polských agentů.

## Historie

### Do konce první světové války
V období ruské vlády nad Polskem se pevnost nazývala „Vladimir“ (polsky „Włodzimierz“). Třípatrová stavba byla postavena podle návrhu francouzského vojenského inženýra Marca Montalemberta ve tvaru neúplného válce obehnaného suchým příkopem; do objektu se vstupovalo na severozápadě branou s padacím mostem. Na vrcholu pevnůstky byla postavení pěchoty, v horním patře dělové komory pro 34 kanónů a ve středním patře pak pěchotní kasemata. Příkop byl bráněn třemi bočními kaponiérami a kontreskarpou, ze které vedly minové chodby. V severovýchodní části středního patra se nacházela šíjová kaponiéra se 4 děly, chránící přechod přes řeku Vislu.

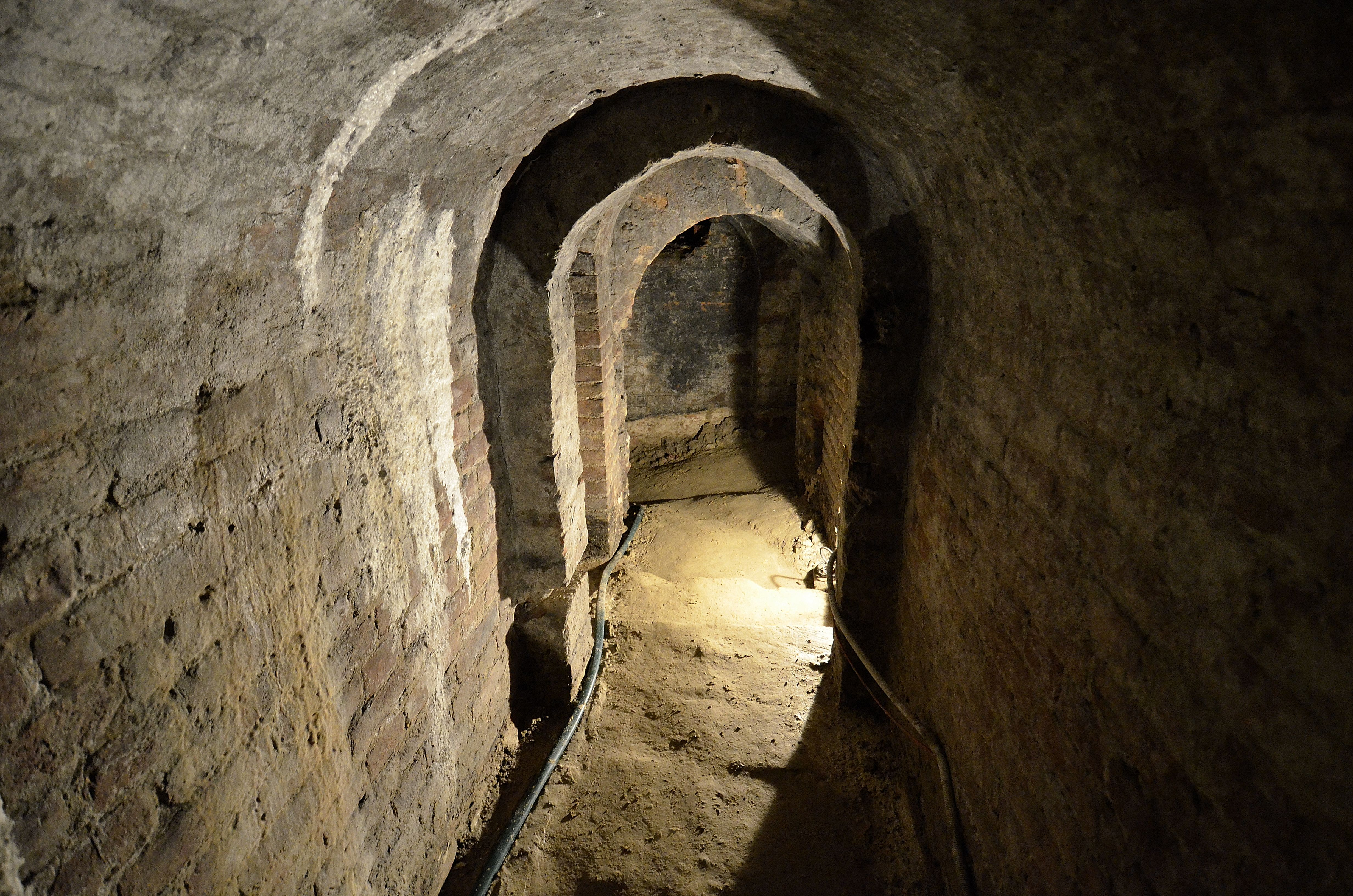
Jedna z minových chodeb fortu

Po roce 1865 byla pevnost zmodernizována. Příkop na východní straně byl zasypán a mezi fortem a Vislou byla postavena přídavná dělostřelecká baterie ve tvaru obráceného písmene „L“, sloužící k obraně přechodu řeky. Z jihu a západu bylo na vnější straně příkopu vytvořeno koliště. Z nejnižšího patra byla jihovýchodním směrem proražena podzemní chodba (s minovými chodbami), která vedla k polokaponiéře a do místnosti na protější straně příkopu. Pevnost byla přezbrojena novým typem děl.
Po dobudování Varšavské pevnosti ztratil fort svůj strategický význam. V letech 1905–1906 a 1909 zde bylo vězení, v roce 1914 sem byly uloženy archiválie ruského varšavského vojenského okruhu. Pevnost byla špatně strážená a místní obyvatelstvo z ní odcizilo mnohé spisy. V roce 1916 byl na západní části koliště, kde byli během lednového povstání popraveni členové polské Národní vlády, vztyčen pamětní kříž.

### Po znovuobnovení polské nezávislosti
V roce 1918 převzal stavbu Vojenský ústřední archiv a upravil ji pro kancelářské a skladové účely. V budově byly provedeny významné stavební zásahy, např. byly zazděny střílny pro ruční zbraně, v místě dělových střílen v horním patře byla proražena okna. V roce 1921 byl název pevnosti oficiálně změněn na Fort legií.

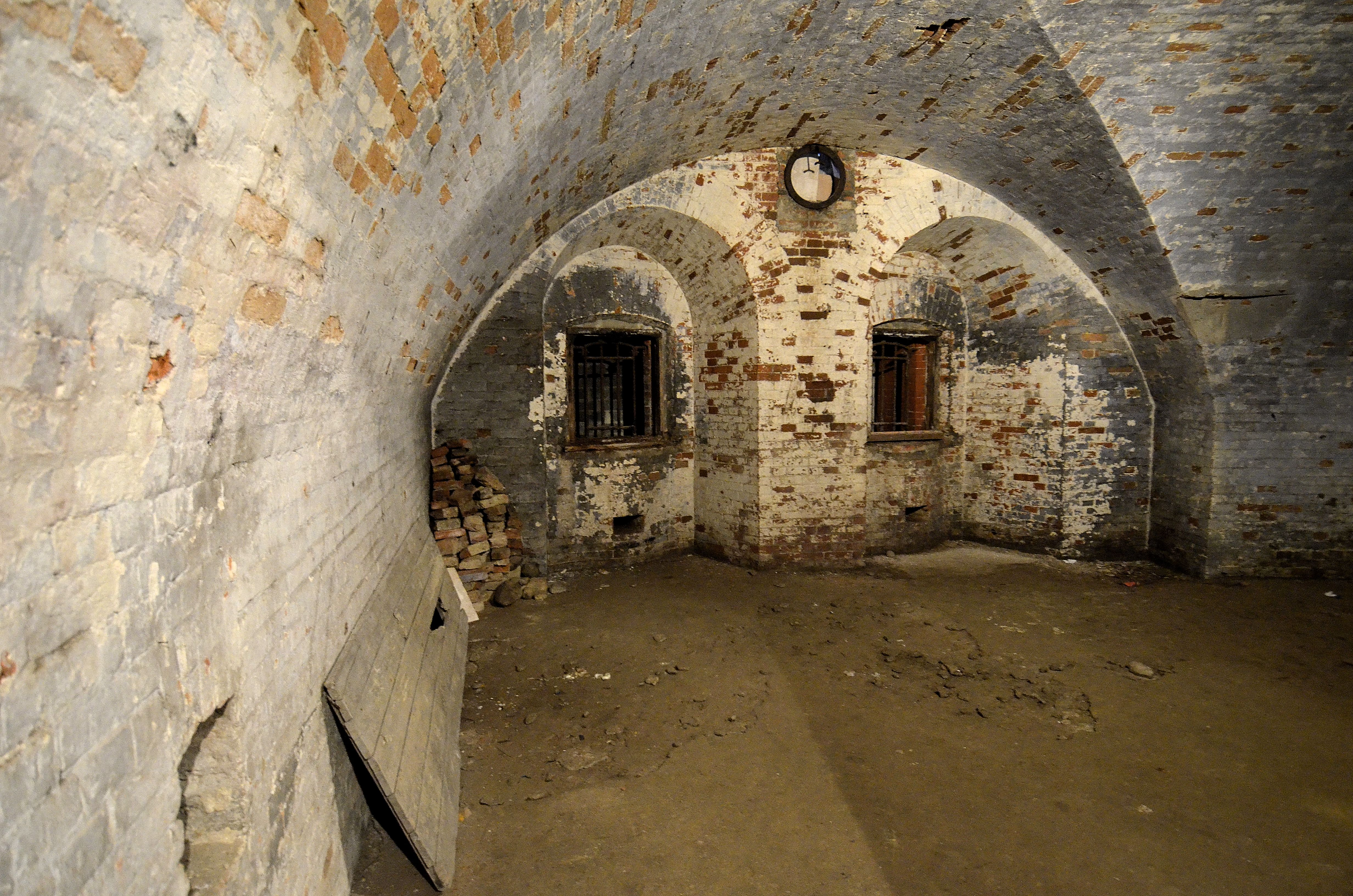
Bývalé střílny

Na obranném valu a vrchní části dělové baterie byly vysázeny stromy a vznikla zde tak první část parku Romualda Traugutta. Kolem roku 1935 byla proražena východní část příkopu, některé chodby vycházející ze spodního patra a minové chodby byly zasypány zeminou a zazděny.
V září 1939 byla na fortu instalována protiletadlová děla. V důsledku chyb náčelníka II. oddělení Generálního štábu polské armády (rozvědky) Józefa Smoleńského, ministerstva obrany a vedení Ústředního vojenského archivu došlo k tomu, že nebyly zničeny nejdůležitější spisy oddělení, obsahující mj. jména polských zpravodajců v zahraničí, dokumenty kontrarozvědky působící v Německu a SSSR a osobní složky důstojníků. Ty byly zabaveny Němci a následně použity k likvidaci členů polské rozvědky, kontrarozvědky, jejich spolupracovníků a také polských bojovníků za nezávislost.
Během varšavského povstání se budova nacházela na frontové linii.

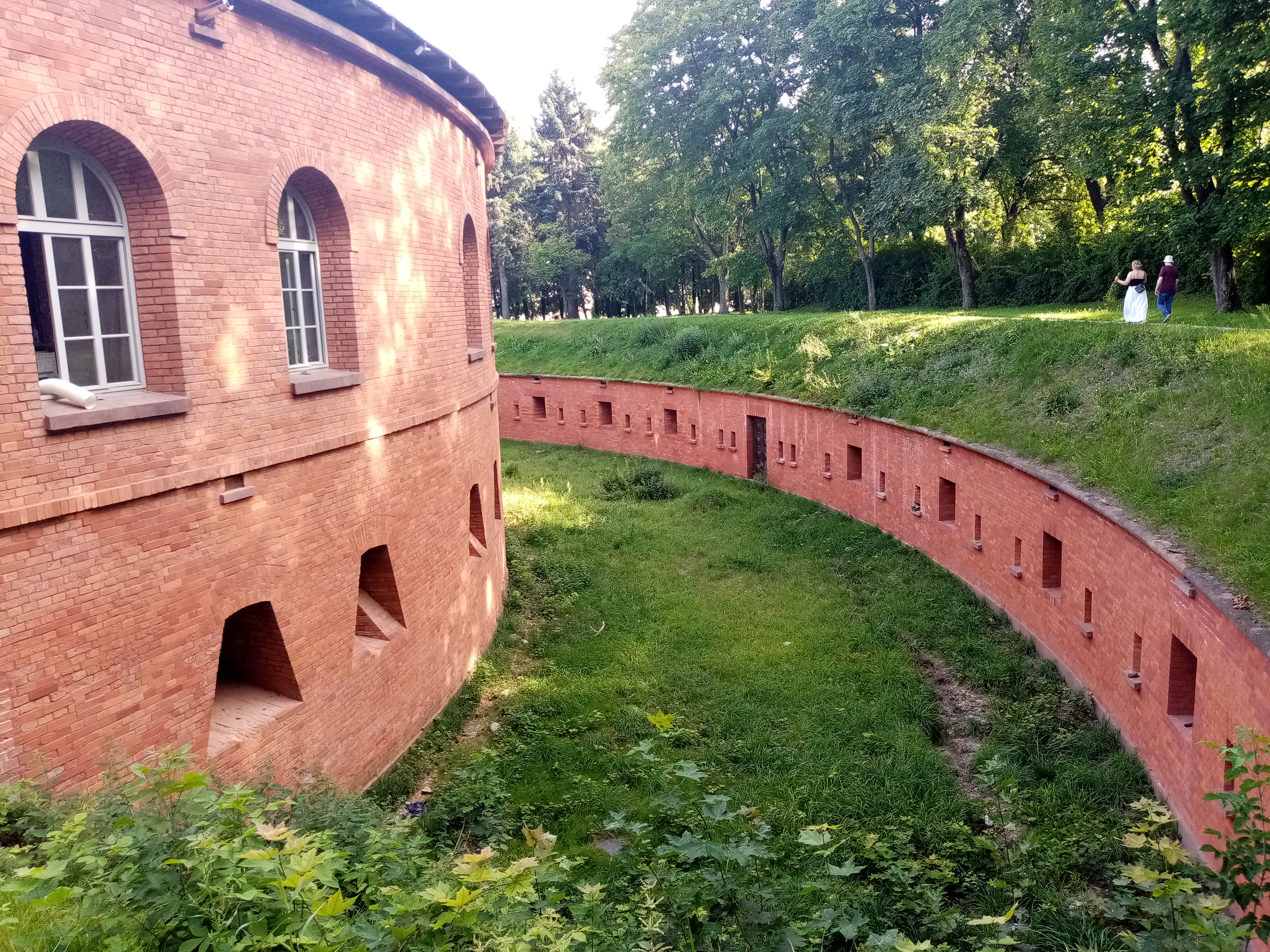
Fort v roce 2021

Po 2. světové válce objekt znovu připadl polské armádě. Bylo zde mimo jiné úložiště map a skladiště uniforem. Některé části pevnůstky se rozpadly a západní kaponiéra byla z velké části zbořena. Dělové komory v bývalé baterii byly zaplaveny vodou, což přispělo k tradování legendy o existenci tunelu do varšavské citadely.
V roce 1980 se přemýšlelo o adaptaci pevnosti pro kulturní účely. Měl v ní být multifunkční sál se zázemím, kulturní centrum, knihovna, kavárna a klub veteránů. Případně se uvažovalo i o využití stavby jako sídla Muzea architektury; z plánované rekonstrukce ale sešlo.
Během 90. byl opuštěný objekt zdevastovaný a nadále chátral. Roku 2000 byl fort prodán soukromé společnosti zabývající se pohostinstvím. Po dokončení úklidových a stavebních prací pak byla v pevnosti otevřena restaurace Forteca, v jejíž prostorách jsou pořádány koncerty a uspořádávány svatby. V pevnůstce a části jejích podzemních chodeb lze absolvovat i komentované prohlídky.